# Agence nationale de l'aviation civile du Togo
Pour les articles homonymes, voir Agence nationale de l'aviation civile.
L'Agence nationale de l'aviation civile du Togo (ANAC) est l'autorité de supervision de l'aviation civile du Togo. À ce titre, elle a pour mission de veiller à la sécurité, à la sûreté et au développement harmonieux de l'aviation civile.

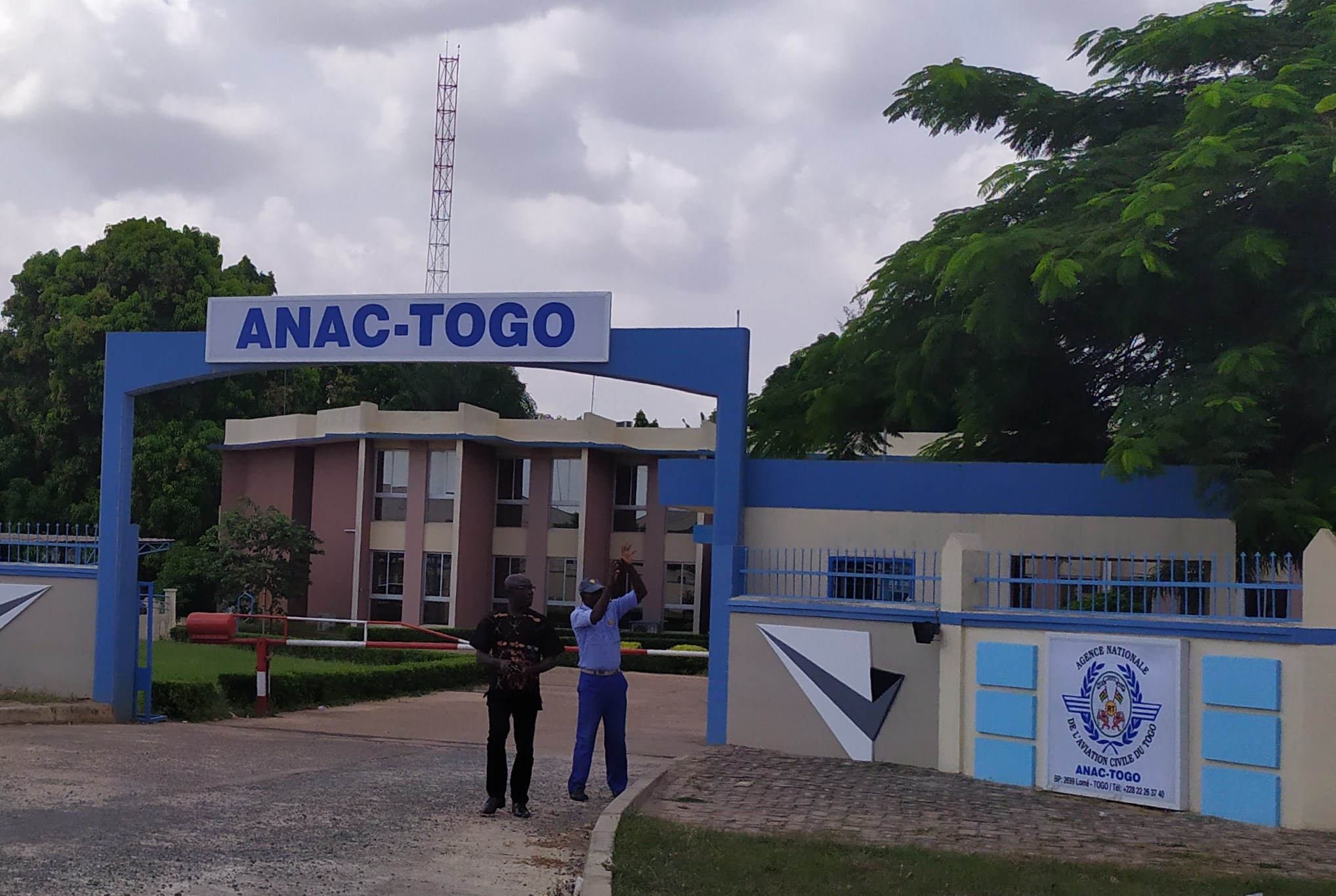
Siège de l'ANAC Togo à Lomé

 L'ANAC est un établissement public national à caractère administratif doté de la personnalité morale et de l’autonomie de gestion. Elle a son siège à Lomé, dans la zone aéroportuaire.

## Histoire
En 1973, la Direction de l’aviation civile (DAC) a été créée par le décret n° 73/12 du 17 janvier 1973 et rattachée au ministère des Travaux publics, Mines, Transport, Postes et Télécommunications. À la suite des recommandations des instances internationales, notamment l'OACI, de créer des autorités d'aviation civile autonomes, l’Agence nationale de l’aviation civile du Togo (ANAC) a été créée le 22 janvier 2007 en remplacement de la DAC.

## Organisation
L'ANAC est dirigée par un directeur général nommé par décret. Elle est organisée en six directions et deux cellules, :
- la direction contrôle et sécurité des vols ;
- la direction navigation aérienne et aérodrome ;
- la direction du transport aérien ;
- la direction administrative, financière et des ressources humaines ;
- la direction de la sûreté et de la facilitation ;
- la direction inspection et qualité ;
- la cellule gestion de la sécurité ;
- la cellule juridique.